# Denis Tristant
Denis Tristant, francoski rokometaš, * 23. november 1964, Pacy-sur-Eure.
Leta 1992 je na poletnih olimpijskih igrah v Barceloni v sestavi francoske reprezentance osvojil bronasto olimpijsko medaljo.